# المعزيبة (عبس)

تعديل مصدري - تعديل

المعزيبة هي إحدى قرى عزلة الوسط بمديرية عبس التابعة لمحافظة حجة، بلغ تعداد سكانها 806 نسمة حسب تعداد اليمن لعام 2004.